# Rumold Mercator

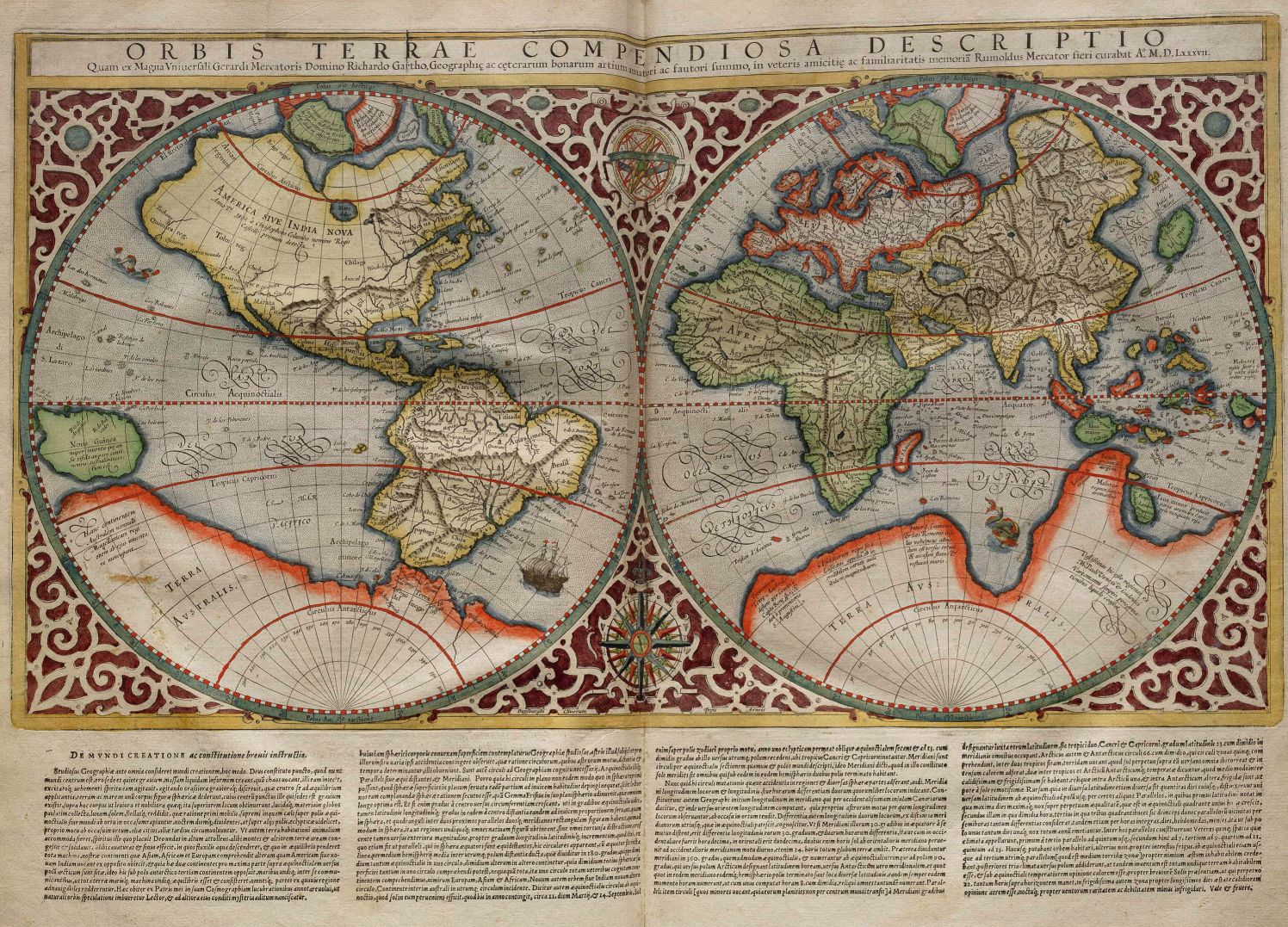
Wereldkaart van Rumold Mercator

Rumold Mercator (1541-1599) was net als zijn beroemde vader Gerardus Mercator van beroep cartograaf.
In het kielzog van zijn vader verwierf hij bekendheid toen hij in 1587 een door zijn vader in 1569 grafisch herziene kopie van Claudius Ptolemaeus' wereldkaart publiceerde.
In 1595, een jaar na de dood van zijn vader, publiceerde Rumold Mercator een aanvulling van 34 kaarten op dienst kaartenboek Tabulae Geographicae. Hierin bevinden zich 29 door Gerardus Mercator gegraveerde kaarten van de ontbrekende delen van Europa (IJsland, de Britse Eilanden en de Noord- en Oost-Europese landen).
Om het geheel snel te kunnen completeren voegde Rumold er zijn eigen wereldkaart uit 1587 aan toe en liet vier kaarten van de continenten van zijn vaders grote wereldkaart uit 1569 kopiëren door zijn neven Gerardus Mercator junior en Michael Mercator, zoons van Arnold Mercator. Ook de titelpagina is een noodoplossing: het is de titel van de Ptolemaeus-uitgave van 1578, waarop de nieuwe titel in boekdruk opgeplakt is.
Ook bracht Rumold Mercator een 'complete uitgave' met alle 107 kaarten uit. Feitelijk is deze uitgave niet meer dan een in één band gebonden heruitgave van de vier series Tabulae Geographicae met de nieuwe aanvulling.
Een uitgave uit 1595 bevatte de volgende kaarten: 1. Orbis terrae compendiosa / 2. Europa / 3. Africa / 4. Asia / 5.America sive India nova / 6.Polus arcticus / 7.Islandia / 8. Britannicae insulae: Anglia, Scotia & Hibernia / 9. Norwegia & Svecia / 10.Daniae Regni / 11. Holsatia Ducatus / 12. Borussia sive Prussia / 13. Russia / 14. Galliae universalis / 15. Helvetia / 16. Zurichgow / 17.Wiflispurgergow / 18. Aargow / 19. Belgii inferioris tabula / 20. Lutzenburg Ducatus et Trevirensis provincia / 21. Hispania / 22. Germaniae universalis / 23. Frisia occodentalis / 24. Emden & Oldenborch Comitatus / 25. Westfaliae prima tabula / 26. Westfaliae secunda tabula / 27. Westfaliae tertia tabula / 28. Waldeck Comitatus / 29. Palatinatus Rheni / 30. Wirtenberg Ducatus / 31. Alsatia inferior / 32. Alsatia superior cum Suntgoia et Brisgoia / 33. Saxonia inferior et Mecklenborg Ducatus / 34. Brunswyck Ducatus / 35. Hassia landtgraviatus / 36. Thuringia landgraviatus / 37. Franconia Ducatus / 38. Bavaria Ducatus / Palatinatus superior sive Bavariae / 39. Saxonia superior Ducatus simul cum Misnia et Lusatia / 40. Brandenburg Marchionatus / 41. Austria Marchionatus / 42. Saltzburg Archiepiscopatus / 43. Polonia Regnum, Silesia / 44. Hungaria Regnum / 45. Italia / 46. Lombardiae tabula I cum Valesia / 47. Lombardiae tabula I: Tarvisina Marchia et Tirolis Comitatus / 48. Lombardiae tabula III: Pedemontana regio cum Genuensium terretorio / 49. Forum Iulium, Karstia, Carniola, Histria et Windorum Marchia / 50. Stiria / 51. Sclavonica, Croatia, Bosnia cum Dalmatiae parte / 52. Graecia / 53. Candia cum insulis aliquot circa Graeciam.